# Nowe Miasto (Mińsk Mazowiecki)

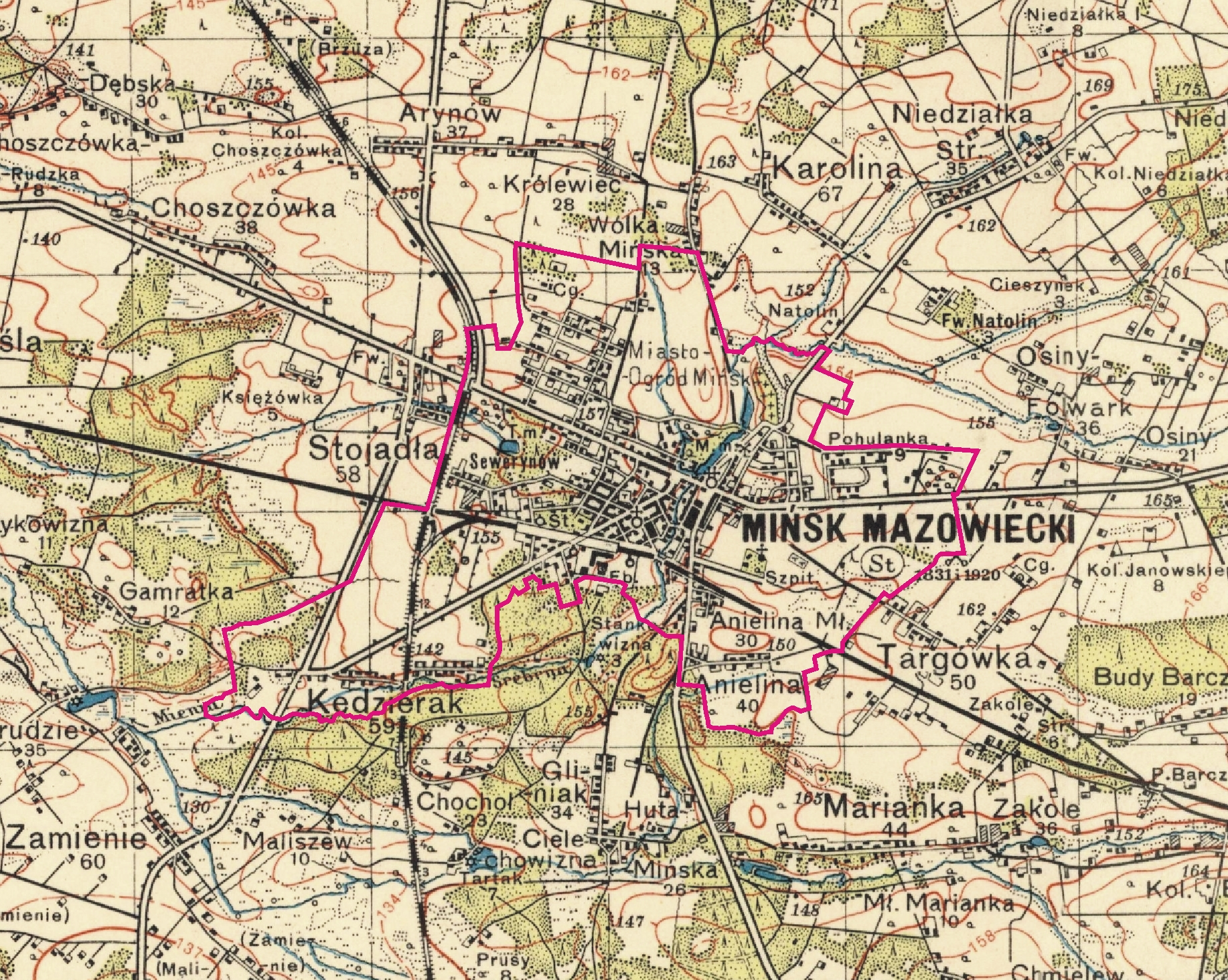
Mińsk Mazowiecki na mapie topograficznej z 1937 (z zaznaczonymi współczesnymi granicami miasta)

Nowe Miasto – obszar funkcjonalno-przestrzenny w Mińsku Mazowieckim.

## Charakterystyka
Nowe Miasto jest północno-zachodnią częścią miasta obejmującą duży obszar, głównie zabudowy jednorodzinnej. Od obszaru Parkowa oddziela je ul. Boczna, od Centrum ul. Chełmońskiego i ul. Świętokrzyska, a od Zachodniej ul. Warszawska.
Na obszarze tym znajduje się szkoła podstawowa. Nieliczne bloki skoncentrowane są przy Targowisku Miejskim znajdującym się w obszarze Centrum.
Obszaru (ani pobliskiego targowiska) nie należy mylić z pojęciem Nowy Rynek. Jest ono historycznie zarezerwowane dla rynku na Sendomierzu.
Główne ulice to oprócz Bocznej - Nowy Świat i Warszawskie Przedmieście.

## Historia
Miasto-Ogród Mińsk zostało włączone do Mińska w 1937 roku. Mapa z tego roku ukazuje mniej więcej połowę obecnej zabudowy.
W latach 70' rozpoczęła działalność szkoła podstawowa nr 5.
W 1984 do miasta włączono między innymi część graniczącego z Nowym Miastem sołectwa Królewiec.